# فرامینگهم پیگوت
فرامینگهم پیگوت (به انگلیسی: Framingham Pigot) یک روستا و محله مدنی در بریتانیا است که در South Norfolk واقع شده‌است. فرامینگهم پیگوت ۲٫۵۷ کیلومتر مربع مساحت و ۱۵۳ نفر جمعیت دارد.